# Tardías (manzana)
Tardías es el nombre de una variedad cultivar de manzano (Malus domestica). Esta manzana es originaria de Galicia, está cultivada en la colección de árboles frutales y banco de germoplasma de Mabegondo con el Nº 115; ejemplares procedentes de esquejes localizados en San Cosme de Nogueirosa, parroquia del municipio de Puentedeume (La Coruña).

## Sinónimos
- "Manzana Tardías",[4][5]
- "Maceira Tardías".

## Características
El manzano de la variedad 'Tardías' tiene un vigor vigoroso. Tamaño grande y porte erguido.
Época de inicio de brotación a partir del 18 de abril y de floración a partir del 8 de mayo.
Las hojas tienen una longitud del limbo de tamaño largo, con la máxima anchura del limbo es media. Longitud de las estípulas es media y la máxima anchura de las estípulas es estrecha. Denticulación del borde del limbo es serrado, con la forma del ápice del limbo acuminado y la forma de la base del limbo es obtuso. Con subestípulas presentes.
Sus flores tienen una longitud de los pétalos media, anchura de los pétalos es media, disposición de los pétalos superpuestos
entre sí, con una longitud del pedúnculo larga.
La variedad de manzana 'Tardías' tiene un fruto de tamaño grande, de forma globosa, de color amarillo, con chapa lavada, e intensidad pálida. Epidermis de textura suave, con pruina en su superficie y con presencia de cera media. Sensibilidad al "russeting" (pardeamiento áspero superficial que presentan algunas variedades) muy poco sensible. Con lenticelas de tamaño pequeño.
Los sépalos están dispuestos de forma parcialmente replegados, y superpuestos en su base en su base; su fosa calicina es  profunda y de una anchura estrecha. Pedúnculo de grosor estrecho y de longitud medio, siendo la cavidad peduncular de una profundidad media y de anchura estrecha. Con pulpa de color blanca-amarilla, cuya firmeza es intermedia y su textura crocante; su jugosidad es intermedia, con sabor de acidez débil, y poco aromática.
Época de maduración y recolección desde 24 de septiembre. 'Tardías' es una manzana que su destino es la conservación de esta variedad en el banco de germoplasma de Mabegondo como reserva genética.

## Susceptibilidades
- Oidio: ataque medio
- Moteado: no presenta
- Raíces aéreas: no presenta
- Momificado: ataque débil
- Pulgón lanígero: ataque medio
- Pulgón verde: no presenta
- Araña roja: no presenta
- Chancro del manzano: no presenta.[3]